# Ursa (zoologia)
Ursa Simon, 1895 è un genere di ragni appartenente alla famiglia Araneidae.

## Distribuzione
Le cinque specie oggi note di questo genere sono state reperite in America meridionale, Asia meridionale, Asia sudorientale e Sudafrica.

## Tassonomia
Dal 2005 non sono stati esaminati esemplari di questo genere.
A marzo 2014, si compone di cinque specie:
- Ursa flavovittata Simon, 1909 - Vietnam
- Ursa lunula (Nicolet, 1849) - Cile
- Ursa pulchra Simon, 1895 [2] - Brasile
- Ursa turbinata Simon, 1895 - Sudafrica
- Ursa vittigera Simon, 1895 - Sri Lanka

### Specie trasferite
- Ursa liliputana (Nicolet, 1849); trasferita al genere Oarces Simon, 1879, appartenente alla famiglia Mimetidae.
- Ursa transversalis (Nicolet, 1849); trasferita al genere Nicolepeira Levi, 2001.